# Holló Barnabás
Farmosi Holló Barnabás (Alsóhangony, 1865. május 16. – Budapest, 1917. november 2.) szobrászművész.

## Életpályája
Holló Bertalan és Kisgergely Karolina fia. Művészeti tanulmányait a budapesti Iparművészeti Tanodában és a mintarajziskolában végezte. Strobl Alajos tanítványa volt. A magyar művészettörténet a millennium környéki időszak történelmi szobrászatának jeles képviselőjeként tartja számon. Elsősorban realisztikus stílusú domborművei jelentősek. Nevét országosan ismertté tette a Magyar Tudományos Akadémia alapítását ábrázoló domborműve, melyet az akadémia székházának külső falán helyeztek el. 1898-ban megbízást kapott Wesselényi Miklós emléktáblájának elkészítésére. Az alkotást – amely ma a budapesti belvárosi ferences templom északi oldalfalán látható – az 1900-as párizsi világkiállításon is bemutatták. A 20. század első évtizedében számos vidéki emlékszobor elkészítésével bízták meg. Ő készíthette el II. Rákóczi Ferenc udvari főkapitányának, Vay Ádámnak a síremlékét is, akinek a hamvait 1906-ban temették újra Vaján. 1911-ben elnyerte a II. Rákóczi Ferenc kassai síremlékére kiírt pályázat első díját, de a kivitelezés körüli bonyodalmak felőrölték erejét, és korai halála miatt nem tudta tervét kivitelezni. Életkép, állatszobor és portrészobor kisplasztikái közül néhányat a Magyar Nemzeti Galéria őriz.

## Főbb művei
- kisplasztikák
  - Búsuló juhász
  - Egy hű barát

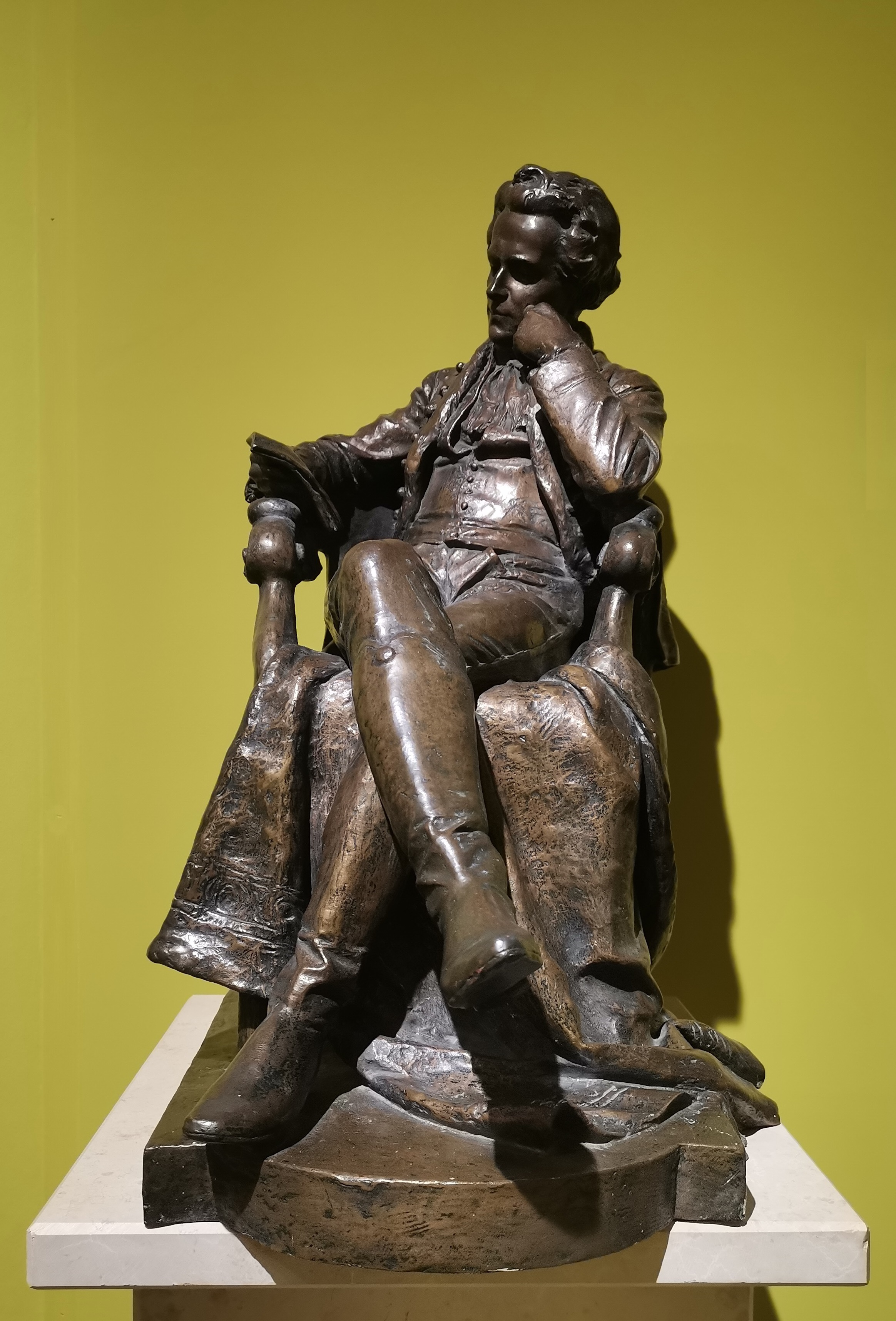
Gróf Dessewffy József Kazinczy Ferenc levelét olvassa

  - Gróf Dessewffy József Kazinczy Ferenc levelét olvassa
  - Ivó kuruc
  - Kinizsi
  - II. Lajos
  - II. Lajos halála
  - Szondy Árpád
- domborművek
  - A Magyar Tudományos Akadémia alapítása (Budapest, az MTA épületén, 1893)
  - Wesselényi Miklós emléktáblája (Budapest, a ferenciek temploma oldalfalán, 1900)
  - Erzsébet királyné koszorút helyez el Deák Ferenc ravatalán (Budapest, MTA előcsarnoka, 1914)
- emlékszobrok
  - Erzsébet királyné lovasszobra (1900)
  - Ferenc József lovasszobra (1900)
  - Tompa Mihály (Rimaszombat, 1902)
  - Bocskai István (Budapest, Millenniumi emlékmű, 1903)
  - Kossuth Lajos (Ajka, 1904)
  - Vay Ádám síremléke (Vaja, 1906)
  - Bocskai István (Debrecen, 1906)
  - Bocskai István (Hajdúböszörmény, 1907)
  - Vajda János (Vál, 1908)
  - Kossuth Lajos (Losonc, 1910)
  - Greguss Ágost (Budapest, 1911)
  - Az urakat megkapáltató Mátyás király (Sajógömör, 1912)
  - II. Rákóczi Ferenc (Balatonalmádi)
  - Kossuth Lajos (Balatonalmádi)

## Galéria

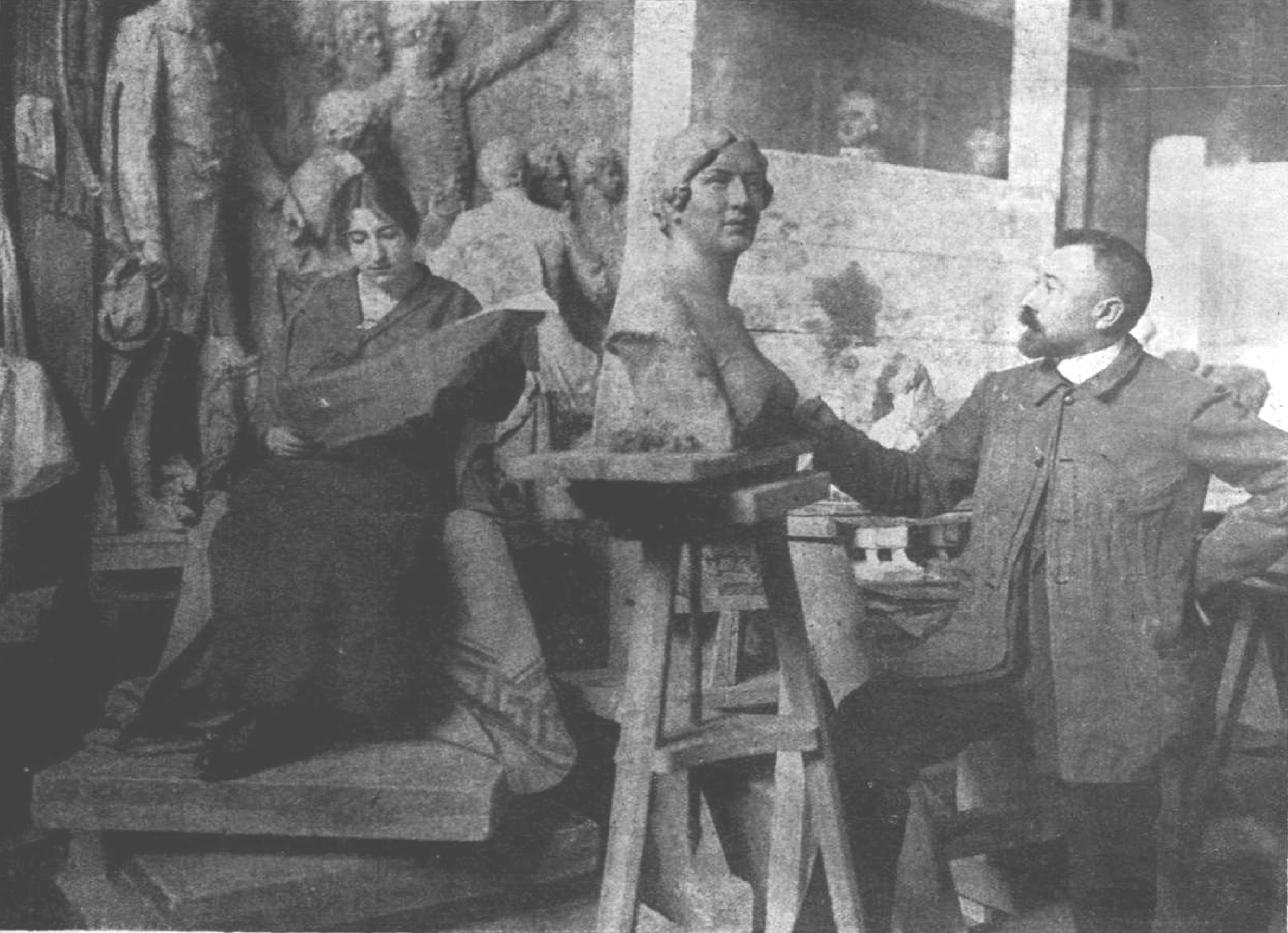
Holló Barnabás műtermében
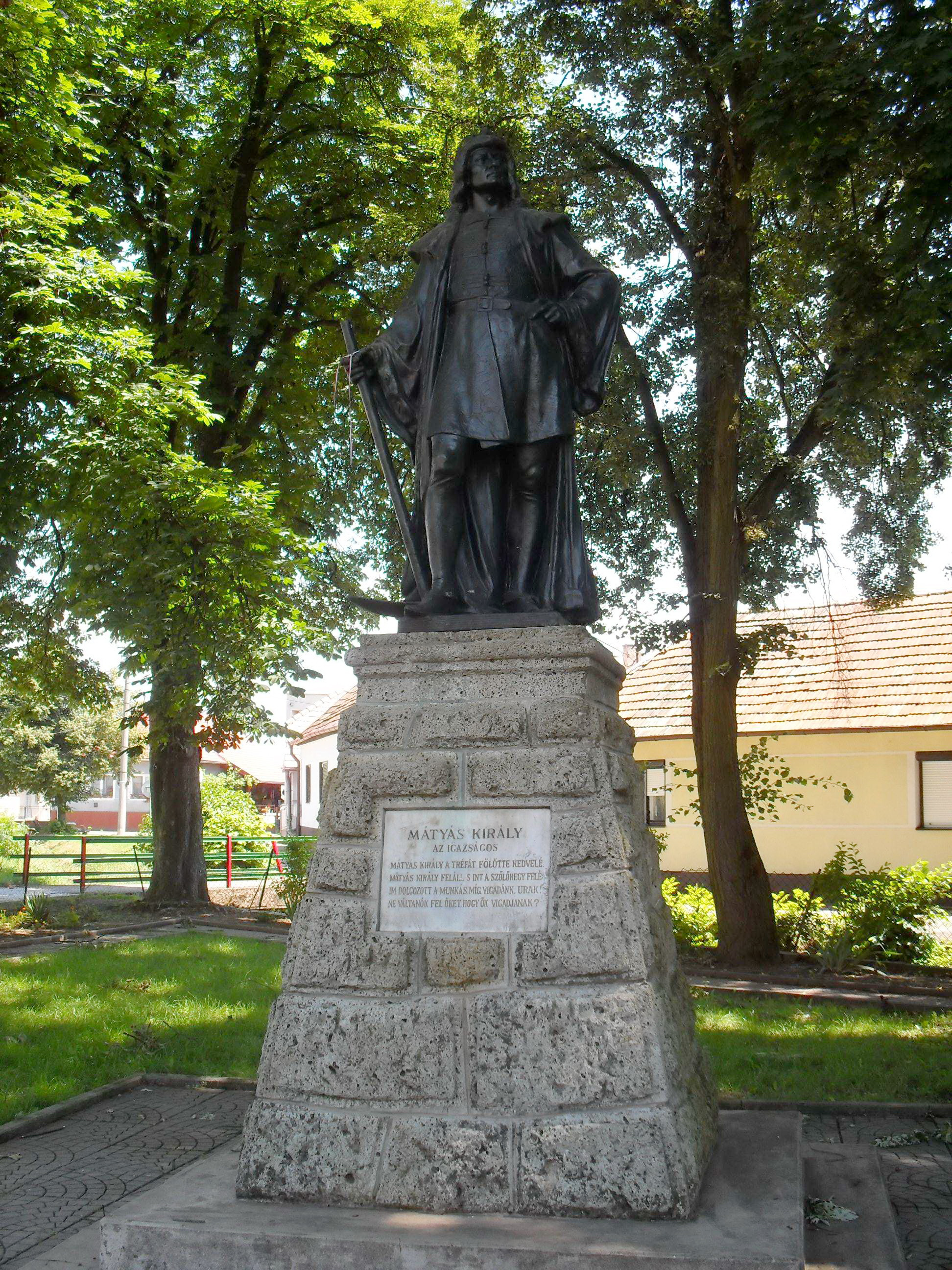
Mátyás király szobor, Sajógömör
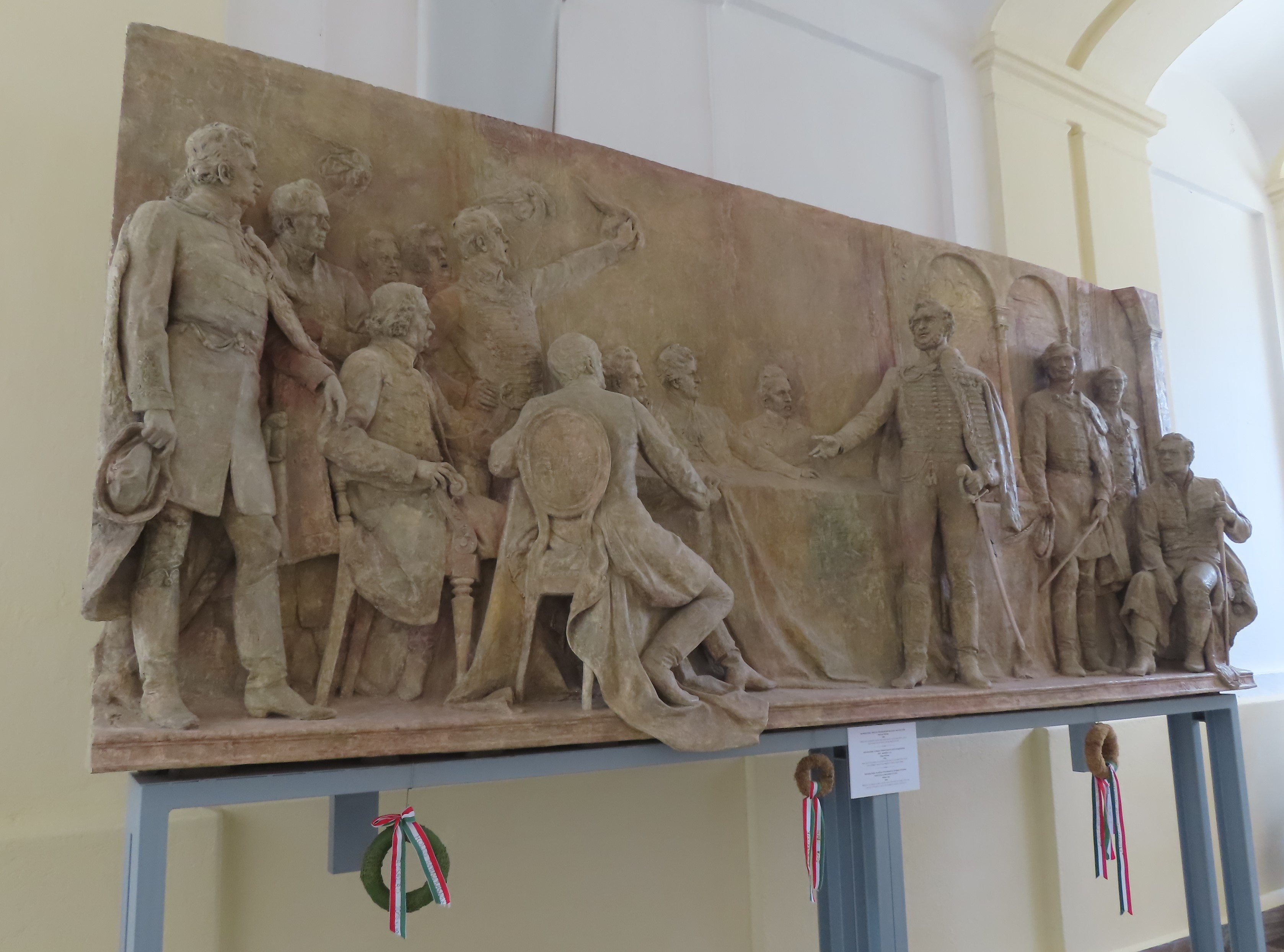
Széchenyi, Rimaszombat
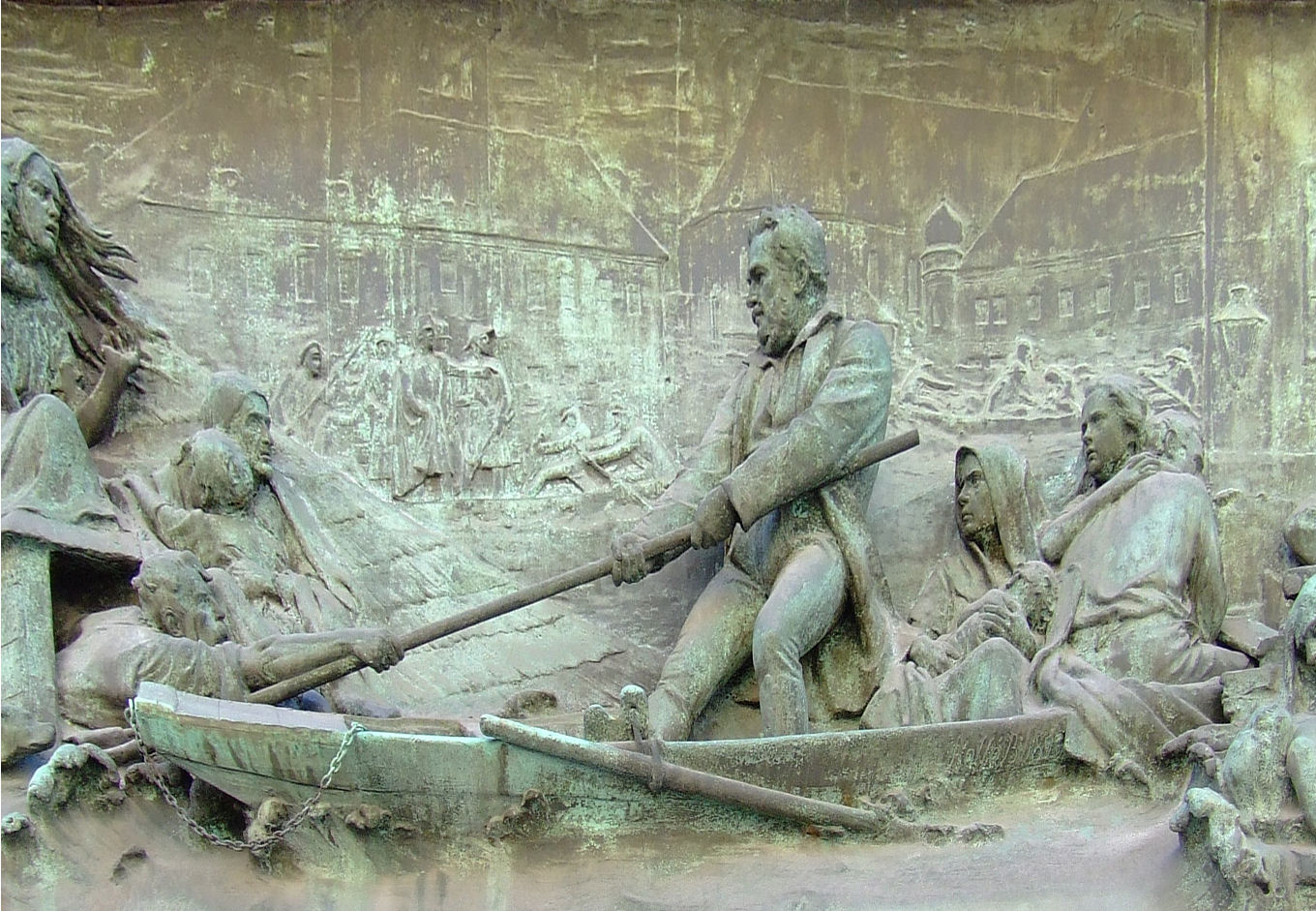
A Wesselényi-dombormű
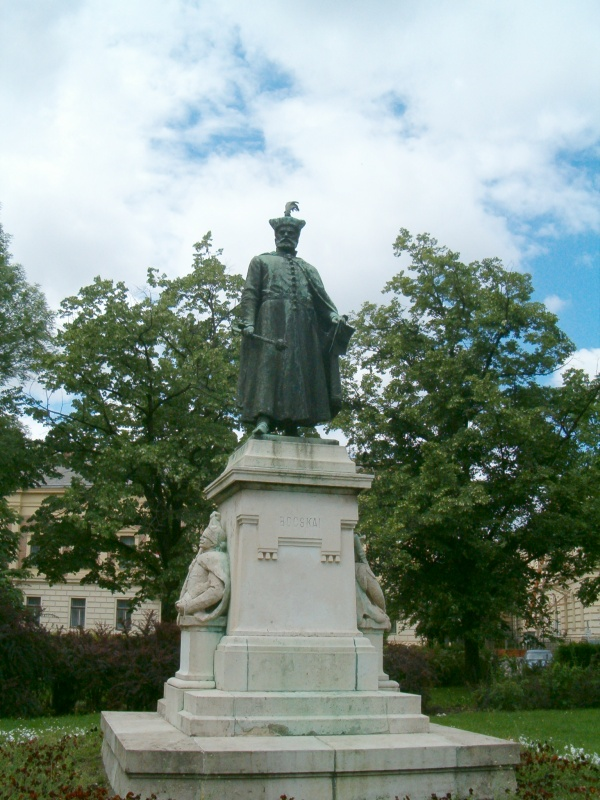
Bocskai István szobra Debrecenben
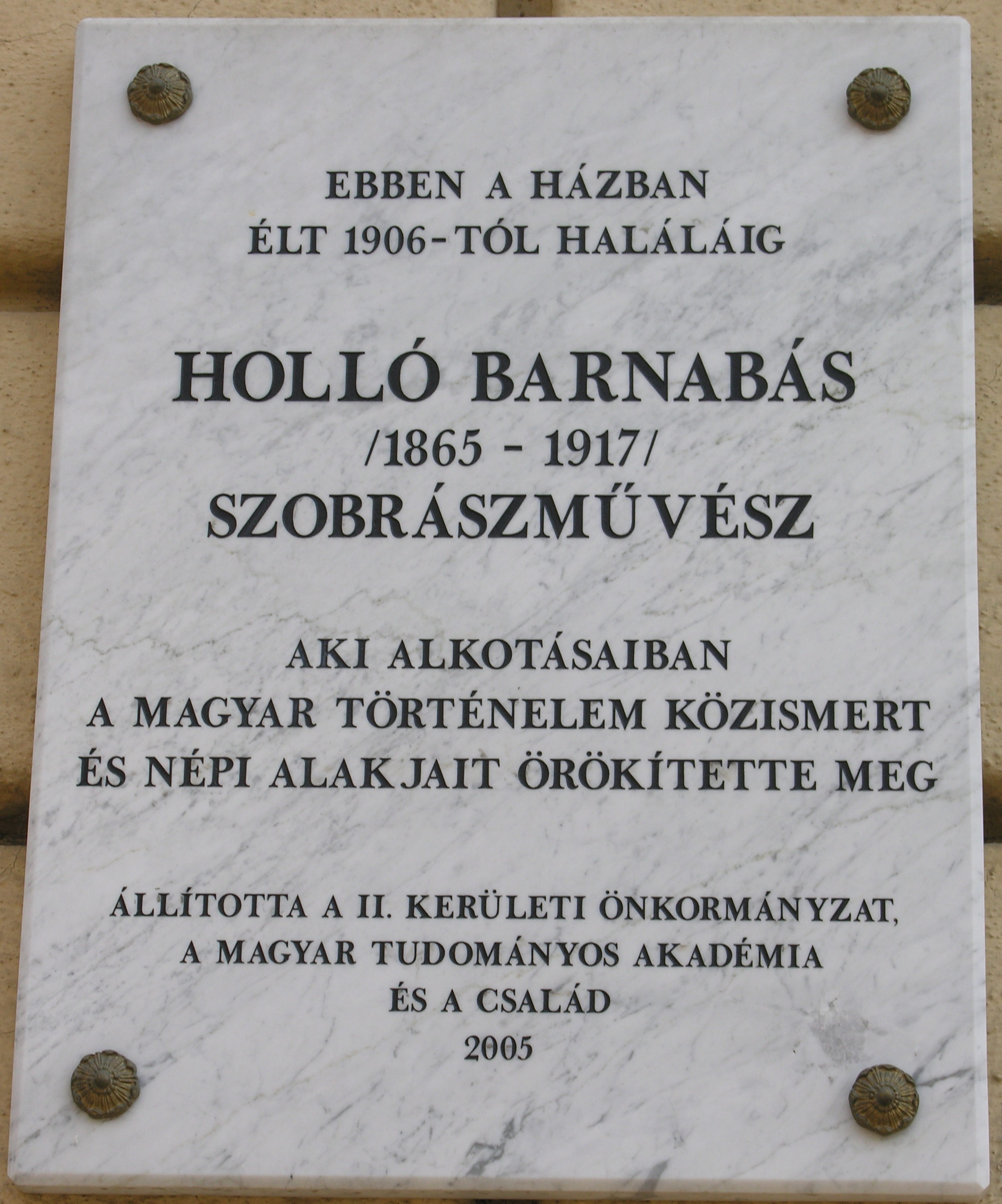
Holló Barnabás emléktáblája egykori lakhelyén, a Frankel Leó út 21-23. szám alatt

## További információk

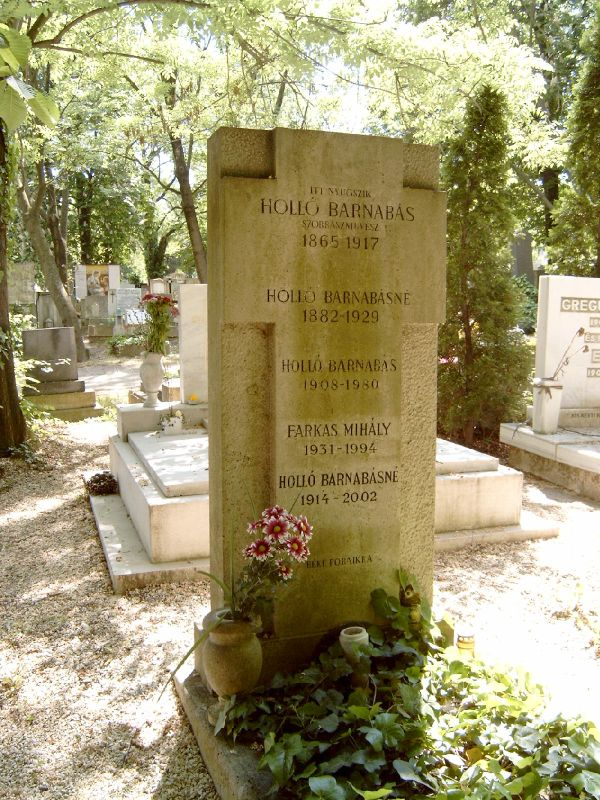
Sírja Budapesten. Farkasréti temető: 1-1-230.